# Saludo de paz
El saludo de la paz o el beso de la paz es un rito litúrgico que se realiza durante las celebraciones de la Eucaristía en iglesias cristianas.

## En la Iglesia primitiva
Al parecer un texto de la Carta a los romanos se refiere a este rito:

Saludaos los unos a los otros con el beso santo
Rm 16,16

Bien pronto se introdujo en la liturgia aunque con diversas modalidades y en distintos momentos de las celebraciones. 
Esta forma también fue usada en la iglesia de Roma en los primeros siglos: así atestigua, por ejemplo, Justino: «Concluidas las oraciones, nos saludamos con el beso». También es llamada por Tertuliano signaculum orationis queriendo indicar con ello que el gesto debía ser la conclusión de las oraciones comunes. Dado que se trataba de un símbolo que denota alegría, el beso de la paz se suprimía los días de ayuno. E Hipólito de Roma en su Tradición apostólica, comenta la situación de los catecúmenos:

Cuando ha terminado la oración (después de la instrucción) los catecúmenos no deben darse el ósculo de paz porque su beso no es aún puro; los bautizados, en cambio, deben saludarse unos a otros, los hombres a los hombres y las mujeres a las mujeres, pero los hombres no deben saludar a las mujeres.

En tiempos de Inocencio I (a inicios del siglo V) se cambió el lugar del saludo. Se trasladó al momento tras el Padrenuestro y se limitó solo a quienes podían recibir la comunión. La realización del gesto inmediatamente antes de la comunión, tras la mencionada reforma, está confirmada por diversos misales como el Sacramentario de Ratoldo (del siglo X) que afirma:

Y el obispo dé la comunión a los presbíteros y a los diáconos con el ósculo de la paz
PL 78, 245

Dada la creciente disminución de la práctica de comulgar, en algunos lugares el gesto fue sustituyendo progresivamente a la comunión. 
Sin embargo, con el tiempo y hasta la última reforma litúrgica se fue abandonando progresivamente. Quedó sí para las ocasiones más solemnes, un saludo de paz que se daban los presbíteros entre sí o con el obispo y una forma de «transportar» el saludo a los fieles a través de un portapaz, relicario que podía contener también alguna imagen sagrada.

## En la liturgia católica actual
Según la Instrucción general del misal romano, el saludo de paz es un gesto:

con el cual los fieles imploran la paz y la unidad para la Iglesia y para toda la familia humana, y expresan entre sí un amor mutuo, antes de participar del único pan
IGMR 56b

En el rito romano, se da tras el Padrenuestro precedido por una oración que explica el sentido de la paz que los cristianos se intercambian y desean en ese momento.
En el rito mozárabe hispánico y en el rito ambrosiano el saludo de paz se da tras la oración de los fieles que concluye la así llamada liturgia de la palabra  (con las lecturas).

### Abreviaciones usadas
- CSEL: Corpus Scriptorum Ecclesiasticorum Latinorum
- IGMR: Instrucción general del misal romano
- PL : Patrología latina de Migne

- Datos: Q1456750
- Multimedia: Kiss of peace / Q1456750